# 少年期 (武田鉄矢の曲)
- ドラえもん > 派生作品 > アニメ(1979年) > 映画 > のび太の宇宙小戦争 > 少年期
- ドラえもん > 大長編 > のび太の宇宙小戦争 > 少年期
- 武田鉄矢 > 少年期

「少年期」（しょうねんき）は、武田鉄矢の3枚目のシングル。1985年3月1日にポリドール・レコードから発売された。

## 概要
1985年3月に公開された映画『ドラえもん のび太の宇宙小戦争』の主題歌。本曲は、映画第1作『ドラえもん のび太の恐竜』より主題歌の作詞を手掛けてきた武田が歌唱した初めての楽曲であり、ドラえもん映画の楽曲の中で、小学館発行の『ぼく、ドラえもん』第7号で読者が選ぶ「ドラデミー大賞」主題歌賞に選ばれているなど評価が高く、武田自身にとってもドラえもん映画の主題歌の中で一番気に入っている曲である。
武田が人づてに聞いたところによれば、藤子不二雄（のちの藤子・F・不二雄）も歌詞を見て「えらく喜んで」、「むやみに褒めて」くれたという。その理由は、「（F自身）厳しい北陸の町にお生まれになって、どこか郷愁という部分で共振したのかもしれません」と武田は考究している。
ドラえもん史上に輝く屈指の名曲と言われている。

## 作中における扱い
映画のエンディング・テーマとして流れる他、劇中でもピリカ星人の登場人物がギターを弾きながら「少年期」を唄うシーンがあるが、歌の出だしの部分が劇場版とビデオ・DVD版とで異なっている。
大長編の単行本ではのび太たちが「片づけラッカー」で透明になり敵の本拠地ピリポリスに侵入する場面で本曲の歌詞が見開きで引用されている。
テレビアニメ版でも、第1772話「ためしに さようなら」（2004年10月1日放送）で歌唱付きで流れているほか、第1389話「7年後のなやみ」（1996年3月1日放送）では歌唱なしのBGMとして流れている。
リメイク版の映画では本曲は使われなかったが、リメイク版公開に先立ち公開された「スペシャルPV」では本曲とリメイク版の主題歌『Universe』が使用された。またリメイク版にあわせた旧『宇宙小戦争』のリバイバル上映を記念したTwitterの特別シーン画像には本曲の歌詞をもじった「僕はいつごろ大人になったんだろう。」という一文が添えられていた。

## 歌詞の背景
武田によれば「子どものときのことをじっとおもいだしているうちにメランコリックな気持ちになり、しばらくの間ひたってしまう時間が誰にでもあると思いますが、そんなときによみがえってくる情景を歌にしたい」と考えて本曲を作詞したもので、この曲は幼いころの自身を題材にした歌なのだという。
自身の少年期にはまだ地方は貧しく、自身の家でも「両親がお金のことでしょっちゅう喧嘩」していた。とくに給料日になると酔って帰る父が母と猛喧嘩をして居場所がなくなるので、公園に行って、当時はまだ少なかった白熱灯を見て過ごしていた。自身の涙で白熱灯にまるで万華鏡のように虹のかけらが浮かんだのを見て、まだ7つの自分を慰めてくれる現象のように感じていた。そうした虹のかけらを見つめながら、将来は父のように「油にまみれて働く職工」になるであろう事、「大人になることへの不安」、「このまま子どもでいたいという願い」、そんな事を考えていた。そうした「個人的な思い出」を歌詞にしたのが本曲である。
1番の歌詞はそうした記憶を背景に、「子供が持つ『生まれてきた哀しみ』のようなものを、ちょいと歌にしてみよう」としたものである。
また、2番は遊び疲れて眠ってしまい目を覚ましたとき家に誰もいず、自分が両親から捨てられてしまったのではと思った寂しさを歌詞にしたものである。
サビの部分に関しては次のように述べている。
どうして大人になるのか、いつ頃大人になるのか、という詞は、成長していく自分の得体のしれなさですよね。早く大きくなりたい、と思うんだけど、子供でいたい、大人を拒否したいという二次成長期の願望に重なる思いですよね。そのような何かがドラえもんの世界と重なるんじゃないかな、と思ったんです。

## 収録曲
- 全作詞:武田鉄矢／編曲:桜庭伸幸

1. 少年期
作曲:佐孝康夫
2. 夢は荒野を
作曲:中牟田俊男

## 収録アルバム
武田鉄矢のアルバム
- 風に聞いた話（1985年）
- 遠い幻燈（1986年）
- 武田鉄矢全曲集（1988年）
- TETSUYA TAKEDA BEST SELECTION（1990年）

『ドラえもん』のコンピレーション・アルバム
- 雲がゆくのは（1992年）
- ドラえもん映画主題歌集（1995年）
- 映画ドラえもん25周年 ドラえもん映画主題歌篇（2004年）
- ドラえもん 映画主題歌集+挿入歌（2010年）
- 映画 ドラえもん うたの大全集 (2020年)

## 「少年期」のカバー
- 近藤隆（2008年） - アルバム『a little wonder』に収録。
- 戸松遥（2011年） - テレビアニメ『UN-GO episode:0 因果論』劇中歌。2012年発売の同作のDVD/BD特典にフルコーラスver.を収録。
- M.O.E.[メンバー 1]（2011年） - アルバム『俺たちの歌を聴くCD』に収録。